# Cy Endfield
Cyril Raker Endfield, detto Cy (Scranton, 10 novembre 1914 – Shipston-on-Stour, 16 aprile 1995), è stato un regista e sceneggiatore statunitense.

## Biografia
Dopo aver frequentato l'Università di Yale iniziò la sua carriera come regista teatrale ed istruttore drammatico, divenendo presto un'importante figura nel teatro progressista di New York. Nonostante la sua nota formazione teatrale, fu la sua abilità come prestigiatore con le carte a richiamare su di lui l'attenzione di Orson Welles, che lo assunse come apprendista per la Mercury Productions, allora parte della Rko Pictures. A seguito dell'insuccesso del film L'orgoglio degli Amberson (che terminò con la cacciata della squadra della Mercury dal personale della RKO), Endfield fu scritturato come regista a contratto dalla Metro-Goldwyn-Mayer, dirigendo una lunga e svariata serie di cortometraggi (compresa l'ultima serie di film, Our Gang), prima di diventare un professionista indipendente con le produzioni a basso costo della Monogram Pictures.
Fu nel 1950, con il film noir Delitto in prima pagina, una produzione indipendente tramite la United Artists, che Cy Endfield si pose all'attenzione della critica e degli studios. Il film fu un grande salto rispetto alla produzione precedente in termini di spesa e di impegno sociale, un lampante attacco alla corruzione nel mondo della stampa che potrebbe essere visto anche come un attacco al maccartismo in voga a quel tempo.
Dopo questo film, che spesso viene citato come suo capolavoro, diresse L'urlo della folla (1950), un thriller sul linciaggio ispirato a un caso di cronaca nera veramente accaduto. Con questi due film si rivela la caratteristica impostazione di Endfield: pessimistico ma non privo di pietà.
Nel 1951 Endfield fu definito comunista in una audizione dello HUAC (Comitato Nazionale sulle Attività Antiamericane). Il suo nome fu così inserito nella Lista Nera dello Spettacolo. Impossibilitato a continuare a lavorare negli USA, Endfield si trasferì quindi in Inghilterra, ove scrisse e diresse numerosi film, firmandoli con pseudonimi svariati, e dirigendo spesso artisti che erano stati anch'essi inseriti nella Lista Nera.
Nel 1958 ottenne una candidatura al Premio della British Academy of Film and Television Arts per la miglior sceneggiatura grazie al film I piloti dell'inferno. Nel 1961 girò  L'isola misteriosa, tratto dall'omonimo romanzo di Jules Verne, con effetti speciali di Ray Harryhausen.
Ma il suo lavoro più noto è il film Zulu (1964), del quale fu anche co-sceneggiatore. Dopo alcune altre produzioni indipendenti, nel 1971 Endfield terminò la sua carriera cinematografica dirigendo Universal Soldier, un film d'avventura sui mercenari, del quale fu anche co-sceneggiatore.
Nel 1979 scrisse un libro storico, Zulu Dawn, che tratta della campagna militare britannica del 1879 contro gli Zulu. Dal libro fu tratto nello stesso anno un film con il medesimo titolo per la regia di Douglas Hickox, la cui sceneggiatura fu curata dallo stesso Endfield, in collaborazione con Anthony Story.
Nel 1980 Endfield inventò, assieme a Chris Rainey, un piccolo computer tascabile chiamato prima Microwriter e poi CyKey, con una tastiera che consentiva una rapida scrittura, su una memoria interna, di un testo mediante la pressione combinata su pochi tasti, esattamente come si fa suonando uno strumento musicale a corde.
Endfield era anche un ottimo prestigiatore con le carte da gioco ed un creatore di giochi di carte. Il cartomago inglese Michael Vincent attribuì a Endfield una grande influenza sulla sua formazione. Alcuni giochi di sua invenzione, nonché varianti di temi classici, sono contenuti nel libro di Lewis Ganson, "Cy Endfield's Entertaining Card Magic" pubblicato nel 1955 dall'editore specializzato Harry Stanley e successivamente ristampato dalla casa magica Supreme.

## Filmografia

### Regista
- Inflation - cortometraggio (1942)
- Nostradamus IV - cortometraggio (1944)
- Radio Bugs - cortometraggio (1944)
- Tale of a Dog - cortometraggio (1944)
- Dancing Romeo - cortometraggio (1944)
- Gentleman Joe Palooka (1946)
- Stork Bites Man (1947)
- The Argyle Secrets (1948)
- Joe Palooka in the Big Fight (1949)
- Delitto in prima pagina (The Underworld Story) (1950)
- L'urlo della folla (The Sound of Fury) (1950)
- La furia di Tarzan (Tarzan's Savage Fury) (1952)
- The Limping Man (1953)
- Impulse (1954) - Il regista accreditato è solo Charles De la Tour (come Charles de Lautour) [4]
- The Master Plan (1955)
- The Secret (1955)
- Colonel March Investigates (1955)
- Child in the House (1956)
- I piloti dell'inferno (Hell Drivers) (1957)
- Sea Fury (1958)
- Super jet 709 (Jet Storm) (1959)
- L'isola misteriosa (Mysterious Island) (1961)
- Zulu (1964)
- Hide and Seek (1964)
- Le sabbie del Kalahari (Sands of the Kalahari) (1965)
- De Sade (1969)
- Universal Soldier (1971)

### Sceneggiatore
- La mischia dei forti (Joe Palooka, Champ) (1946)
- Gentleman Joe Palooka (1946)
- Mr. Hex (1946)
- Hard Boiled Mahoney (1947)
- Stork Bites Man (1947)
- Donne e veleni (Sleep, My Love) (1948)
- The Argyle Secrets (1948)
- Joe Palooka in the Big Fight (1949)
- Joe Palooka in the Counterpunch (1949)
- Delitto in prima pagina (The Underworld Story) (1950)
- L'urlo della folla (The Sound of Fury) (1950)
- The Master Plan (1955)
- I sanguinari (Crashout) (1955)
- The Secret (1955)
- Child in the House (1956)
- Impulse (1957)
- I piloti dell'inferno (Hell Drivers) (1957)
- La notte del demonio (Night of the Demon) (1957)
- Sea Fury (1958)
- Super jet 709 (Jet Storm) (1959)
- Zulu (1964)
- Le sabbie del Kalahari (Sands of the Kalahari) (1965)
- Universal Soldier (1971)
- Zulu Dawn (1979)